# ریبل (خواننده)
ریبل (انگلیسی: Wrabel؛ زادهٔ ۷ ژانویهٔ ۱۹۸۹) خواننده، آهنگساز، ترانه‌نویس، و خواننده-ترانه‌پرداز اهل ایالات متحده آمریکا است. وی از سال ۲۰۱۲ میلادی تاکنون مشغول فعالیت بوده‌است.